# Вознесенский монастырь (Сызрань)
Вознесенский монастырь — действующий мужской православный монастырь Сызранской епархии Русской православной церкви, располагающийся в городе Сызрани Самарской области России.
Первоначально был создан в 1684 году по указу царей Ивана V и Петра I, но уже спустя три года был перенесён в соседний город. Воссоздан в Сызрани в 1691 году. Владея крупнейшей мельницей губернии, был одним из самых богатых монастырей Симбирской епархии. Святыней монастыря был образ Феодоровской иконы Божией Матери, считавшийся чудотворным. При советской власти, в 1923 году, монастырь был закрыт, в дальнейшем монастырский комплекс использовался под концлагерь, склады и гаражи, но в целом относительно хорошо сохранился. В 1992 году монастырь был восстановлен, в настоящее время действует, на территории продолжаются реставрационные работы.
Вознесенский монастырь в Сызрани является памятником архитектуры местного значения.

## История

### Основание

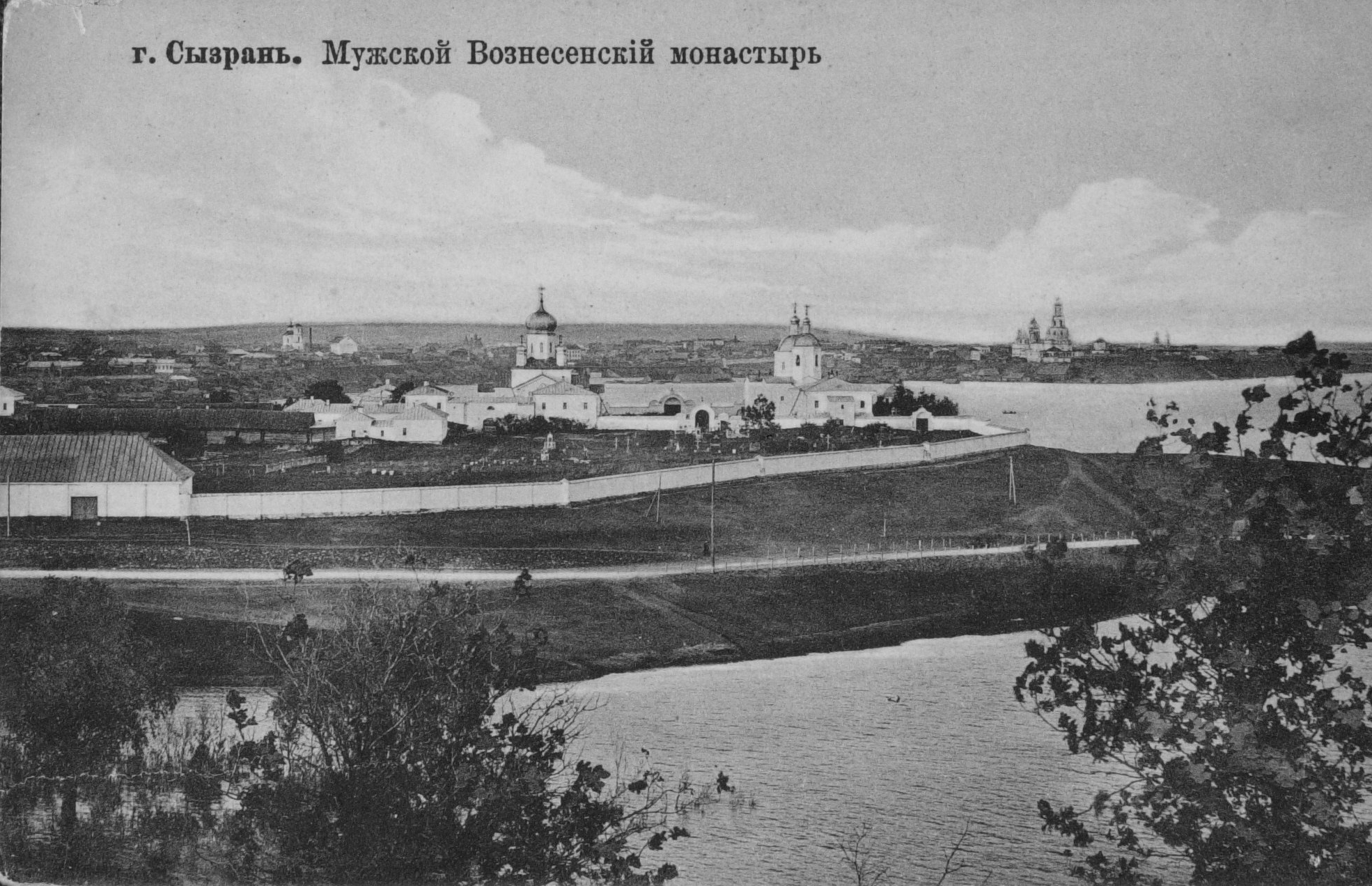
Историческая фотография Вознесенского монастыря

В 1683 году царским указом на Волге была основана крепость Сызрань, в гарнизон которой были переведены солдаты и сержанты из Симбирска, Казани, Тетюш, Чебоксар. Спустя год, в 1684 году, старец Кирилл и солдаты «новорождённой крепости Сызран» обратились к властям с прошением об открытии монастыря для горожан и солдат, пожелавших принять монашество: «…Многие из солдат „стары и дряхлы“, собираются постричься в иноческий чин, а постричься им негде, монастыря у них нет, а другие города удалены, и помирают многие без пострижения…»
Их просьба была удовлетворена, и 2 (12) мая 1685 года (иногда встречается дата 22 декабря 1684 года) царями Иоанном и Петром Алексеевичами была подписана грамота, адресованная Симбирскому стольнику и воеводе М. А. Головину и дьяку А. Яцкому, о строительстве на стрелке, образуемой реками Сызран и Крымза, мужского монастыря во имя Вознесения Господня, Пречистой Богородицы Смоленской и Архистратига Михаила. Для строительства обители был отведён участок земли размерами 200 на 200 саженей, а на её содержание в 1867 году было отведено дополнительно около 3500 десятин земли по реке Сызран и окрестностям.
Однако в том же 1687 году по просьбе старца Кирилла монастырь был переведён в городок Кашпир, основанный годом ранее в восьми вёрстах ниже по течению Волги. Монастырь стал именоваться Кашпирским. Отведённый монастырю земельный надел также отошёл к Кашпирскому монастырю. На прежнем месте, в Сызрани, была построена часовня, при ней осталось жить несколько членов братии во главе со старцем Филаретом.

### Второе создание
Несколько лет спустя оставшиеся монахи и сызранские горожане вновь обратились с прошением об открытии монастыря в Сызрани и о возвращении от Кашпирского монастыря Сызранскому пожалованной тому земли. В 1691 году патриарх Адриан разрешил воссоздание монастыря. Началось строительство, в том числе возведение однопрестольной деревянной Вознесенской церкви, на которую была пожалована небольшая сумма из царской казны.
Из-за недостатка средств строительство шло медленно и было окончено только в 1694 году. Кроме храма и колокольни были построены 4 деревянные кельи для монахов, которых тогда насчитывалось 7 человек. Вскоре монастырю были переданы во владение земли, возвращённые от Кашпирского монастыря, однако не полностью, а лишь 825 десятин 2135 сажен. Остальная земля отошла к городам Сызрани и Кашпиру.
После окончания строительства казанский митрополит Маркелл обратился к царям с просьбой приписать Сызранский Вознесенский монастырь в его, митрополита, вотчинные владения. 11 (21) января 1695 года прошение было удовлетворено, монастырь был приписан к Казанскому архиерейскому дому. При передаче монастыря со всеми владениями в ведение митрополита была составлена подробная опись всего монастырского имущества. По ней в монастыре имелось шесть деревянных келий, деревянная «мельница на реке Сызран три амбара, в них пять поставов жерновых каменьев да толчевых ступ, в которых толкут просяные и иные хлебные крупы, семь ступ с песты». Каким образом новосозданный монастырь, братия которого находилась в нужде, оказался владельцем такого большого и сложного гидротехнического сооружения, исследователям истории обители пока не известно.
Последующий период истории монастыря изучен слабо, и регулярные исторические сведения о нём появляются лишь с начала 1830-х годов. Сохранились сведения о монастырском имуществе в 1739 году. К этому времени в монастыре были одна каменная двухпрестольная и две деревянные церкви, одно- и двухпрестольная; 8 келий размерами 2−4,5 × 30 саженей, три хлебных амбара, монастырская территория была огорожена деревянным забором, за которым размещался скотный двор. Пашни имелось лишь 9 десятин. Никакими окладными и неокладными доходами монастырь не располагал, его насельники существовали лишь на подаяния. Проживало в монастыре 14 человек, из них 9 монашествующих. В монастыре был особножительный устав.
В 1740 году упоминается о владении монастырём уже двумя архиерейскими мельницами с пятью амбарами и четырьмя помольными избами, в 1763 году — тремя мельницами, расположенными в полуверсте одна от другой. При каждой было два амбара и шесть поставов. Мельницы приносили архиерейскому дому 350—650 рублей ассигнациями дохода. Из-за предшествовавших сложностей с определением собственника монастырские земли на противоположном берегу реки Сызран уже были заселены местным жителями, но так как земля в итоге была признана монастырской, то монастырь получал доходы в виде «посаженного сбора» по 3 копейки за квадратную сажень. В самой монастырской усадьбе всё оставалось примерно как и в 1739 году.
После указа Екатерины II «О разделении церковных имений…» монастырь был сохранён как сверхштатный, не имеющий содержания, но все его владения были секуляризованы. Лишившийся всех своих владений монастырь быстро пришёл в упадок, в 1784 году в нём проживало всего 2 монаха. В таком плачевном состоянии он пребывал до 1798 года, когда вышел указ Павла I о снабжении монастырей мельницами, рыбными ловлями и пахотной землёй. В рамках исполнения этого указа в 1800 году монастырю были отведены 30 десятин пахоты, мельница на реке Сызрань в 60 вёрстах от города и рыбные ловли на озере Широкое. Также ежегодно до 1830 года из казны монастырю перечислялось на содержание по 300 рублей «милостинных денег». Началось постепенное возобновление монастыря, в 1803 году в нём было уже четыре кельи. В 1804—1805 годах был построен двухэтажный каменный корпус для настоятеля и братии размерами 13 × 6 сажен, была заменена деревянная ограда монастыря.
В 1811 году рыбные ловли были заменены на выплату 200 рублей ассигнациями в год, а в 1814 году завершилось дело, начатое ещё в 1803 году, о возврате монастырю владений, принадлежавших ему до 1764 года. Постановлением Сената Вознесенскому монастырю были возвращены прежние земли и мельница. Однако поскольку земли уже вошли в состав города и частично были застроены, монастырю был отведён иной земельный надел, сохранявшийся за ним до закрытия монастыря при советской власти. Участок имел площадь в 807 десятин 2314 квадратных саженей, из которых на удобную землю приходилось 711 десятин (около 543 десятин дубового, местами берёзового и осинового леса, примерно 150 десятин пахотной земли, сдававшейся под пахоту и бахчи, 7 десятин сенных покосов), также в него входила часть реки Сызран. В том же году на средства симбирского купца Ивана Зверева в монастыре была построена внутренняя каменная ограда окружностью в 162 сажени.
После образования в 1832 году Симбирской епархии Вознесенский монастырь был приписан теперь уже к Симбирскому архиерейскому дому, а его братия пополнилась на 19 человек за счёт перевода в Сызрань сверхштатной братии Симбирского Покровского мужского монастыря, преобразованного в архиерейский дом. С 1833 года монастырь содержал Сызранское духовное училище, для чего был приобретён двухэтажный каменный дом.
В 1836 году монастырь возглавил переведённый из Алатырского Троицкого монастыря архимандрит Герман. При нём велось масштабное монастырское строительство. Так, в 1845 году вся монастырская территория была обнесена каменной стеной высотой в полторы сажени, окружностью в 411 саженей. В линии внешней ограды с внешней стороны был построен каменный корпус 8 × 5,5 сажени для помещения Сызранского духовного правления. В 1847 году был построен каменный братский корпус размерами 9 × 6 саженей, крытый железом. Также была построена каменная двухэтажная богадельня с переходом в Феодоровскую церковь.
После смерти Германа система управления монастырём изменилась, и с 1848 года он управлялся непосредственно Симбирским епископом через назначаемого им наместника. Первым наместником стал архимандрит Августин (Шеленговский). Во время его управления в монастыре большинство деревянных построек были заменены на каменные. Активное участие в строительстве принимал архитектор Сызранской удельной конторы Иван Адольфович Бенземан, выпускник Санкт-Петербургской академии художеств. Так, в 1851 году он спроектировал, а в 1852 году построил новый каменный холодный Вознесенский храм. Он же проектировал и строил многие другие монастырские строения.
В 1850 году был построен каменный двухэтажный братский корпус, в следующем году — каменный двухэтажный трапезный корпус, с кельями для наместника на втором этаже. Корпус соединялся с братским корпусом крытой каменной галереей. В том же году был построен настоятельский архиерейский дом с комнатами для прислуги. В 1857 году появилась каменная настоятельская кухня, в 1859 — квасоварня, в 1863 году к трапезной был пристроен одноэтажный каменный корпус для пекарни и проживания чернорабочих, а к квасоварне каменная баня с предбанником. Также были построены два больших амбара для зерна и муки, мукомольный амбар, крупчатый, просотолчейный, коротолчейный амбары, три флигеля при мельнице для приказчиков, помольцев и кузнеца. Монастырю также был пожертвован большой деревянный, на каменном фундаменте, дом в Сызрани с двором и службами.
Также при Августине монастырь был из третьеклассного возведён в степень первоклассного. В представлении Святейшего Синода обер-прокурору указывалось, что часть братии почти постоянно в отлучке, сопровождая монастырскую чудотворную икону по домам сызранцев и по окрестным селеньям для домашних молебнов, что на монастырском кладбище для поминовения часто совершаются обедни и панихиды, для всего этого положенной по штату третьеклассному монастырю численности монахов недостаточно, при том, что благодаря построенным новым братским корпусам в монастыре может проживать и большее число насельников. Императорским указом от 12 (24) ноября 1855 года монастырь стал первоклассным по штату, хотя и без соответствующей прибавки выплат из казны на содержание.
В 1857 году к настоятельскому корпусу была пристроена небольшая домовая церковь, освящённая в 1859 году. В 1867 году началось строительство колокольни. Предполагалось сделать её пятиярусной, в 25 саженей высоты, с надвратным храмом. Но в 2 часа ночи 15 (27) сентября 1869 года, когда до креста оставалось построить лишь три сажени, колокольня рухнула, при этом полностью разрушив братский келейный корпус 1804—1805 годов постройки. В результате новая колокольня была построена всего в два яруса и в 12 саженей высотой, на ней разместились 8 колоколов, из которых самый большой был в 135 пудов весом.
В 1879 году на монастырской территории было открыто кладбище, где за особую плату устраивали семейные склепы знатных горожан. Так, на монастырском кладбище были похоронены князь Михаил Владимирович Урусов, его дочь княжна Анастасия Урусова, сызранский городской голова Алексей Иванович Леднев и другие миряне. Также на монастырском кладбище упокоились первая настоятельница Сызранского Сретенского женского монастыря игуменья Мария, священнослужители городских храмов, наместники Августин и Антоний.
В 1885 году наместником монастыря стал иеромонах Антоний (Никольский). В 1891 году ему был пожалован сан игумена, а в 1895 году — архимандрита. При нём на монастырские средства для духовного училища в Сызрани в 1895 году было построено двухэтажное каменное здание с общежитием для учащихся и домовой церковью.

### Монастырь при советской власти

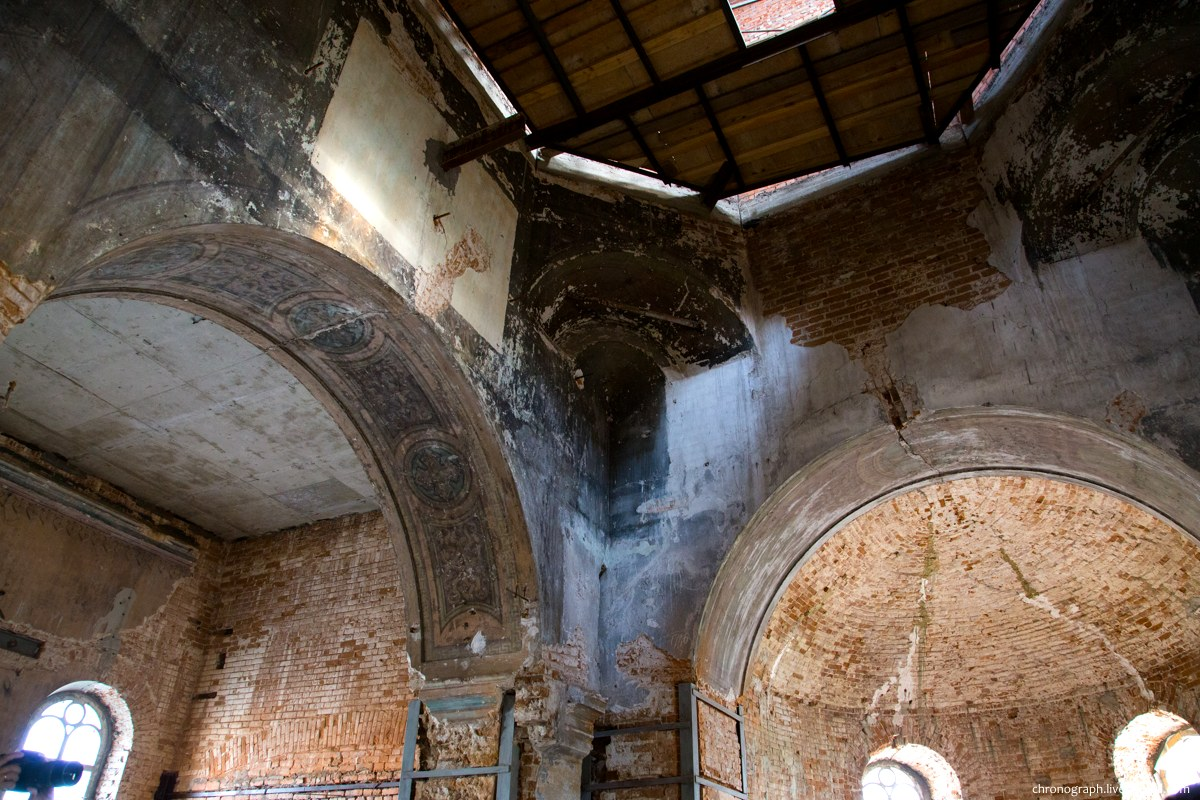
Интерьер реставрируемой Феодоровской церкви

2 января 1920 года Сызранский уездный исполком постановил под создаваемый концентрационный лагерь принудительных работ использовать территорию Вознесенского мужского монастыря. Религиозная община монастыря обратилась с ходатайством «о незакрытии монастыря, в связи с открытием в помещениях такового концентрационного лагеря». 27 февраля 1920 года исполком постановил: «Оставить в распоряжении общины монастыря обе церкви и часть одного корпуса для помещения монахов и церковнослужителей, предложив общине отгородить забором оставленные в её распоряжении церкви и часть здания». Впрочем, концлагерь размещался в монастыре недолго: 22 февраля 1922 года вышло постановление Симбирского губернского исполкома о его ликвидации.
На основании декрета об отделении церкви от государства Сызранский уездный исполком в апреле 1923 года принял постановление о роспуске монастыря. Всё монастырское имущество было передано женской общине, переселённой из Сызранского Сретенского женского монастыря. Акт о роспуске монастыря был подписан настоятелем, архимандритом Александром (в миру Сергеем Флегонтовичем Вахатовым). В июне при Вознесенском храме бывшего монастыря была образована религиозная община православных граждан, заключившая с советской властью договор и получившая в пользование часть монастырского имущества.
В 1926 году в качестве приложения к местной газете «Красный Октябрь» вышла книга краеведа Н. О. Рыжкова «Чудотворная икона Сызранского монастыря», предназначенная для антирелигиозной пропаганды. В ней автор широко использовал документы и факты из изъятого монастырского архива, тем самым сохранив их для истории, так как сам архив к настоящему времени сохранился лишь частично.
Постановлением Средне-Волжского крайисполкома от 17 декабря 1928 года была закрыта Вознесенская церковь. В апреле 1933 года договор с верующими был расторгнут, был закрыт и последний, Феодоровский храм. Служебные помещения монастыря использовались под склады, жилые были переданы работникам гидростроя для жилья. Храм Феодоровской иконы Божией Матери использовался как водонапорная башня, позднее как гараж и склад. Вознесенский храм превратился сначала в клуб, позднее тоже в склад. Монастырское кладбище было разорено, застроено производственными корпусами, по нему прошла автодорога.

### Современный монастырь

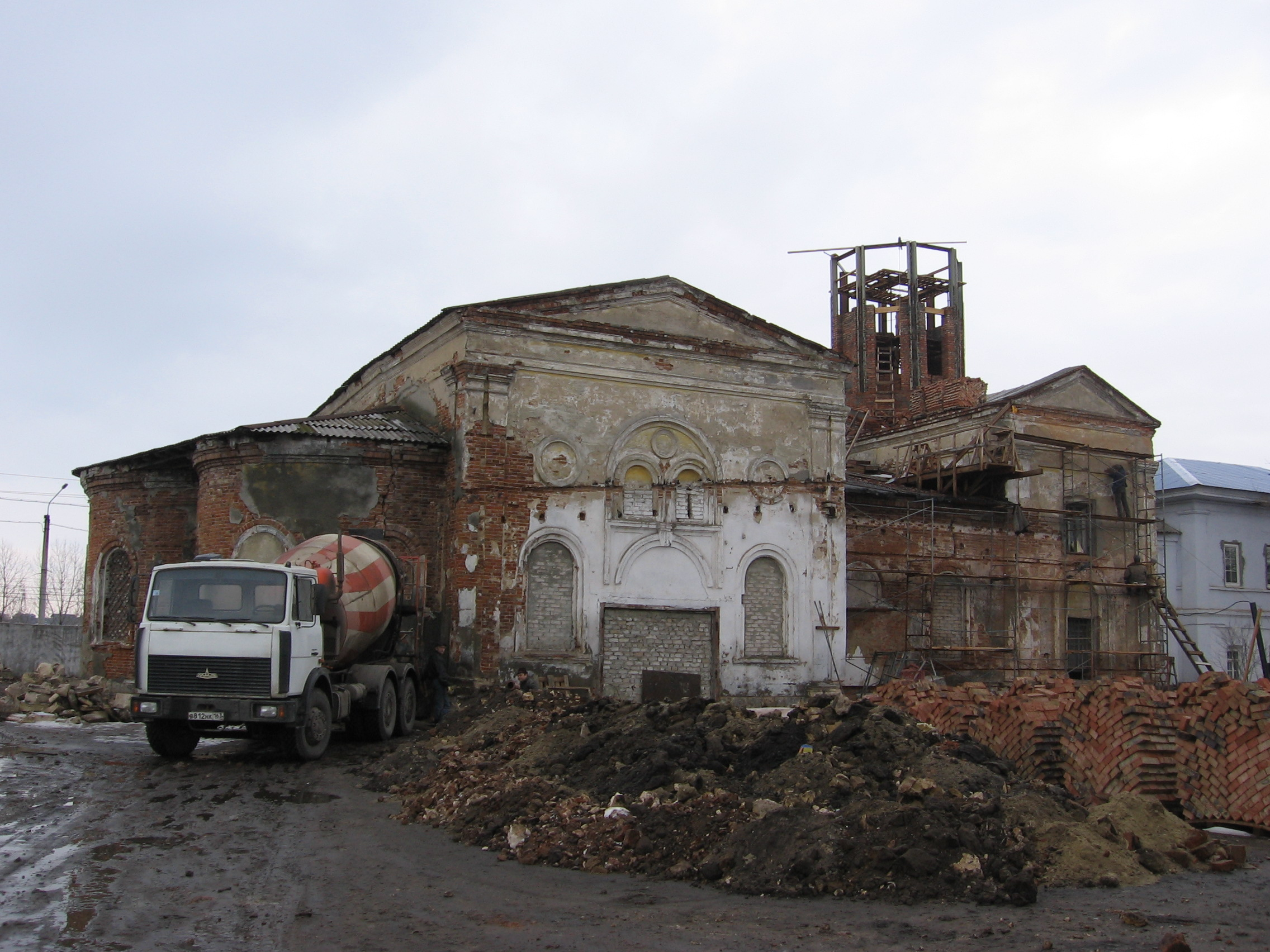
Работы по восстановлению Вознесенского монастыря

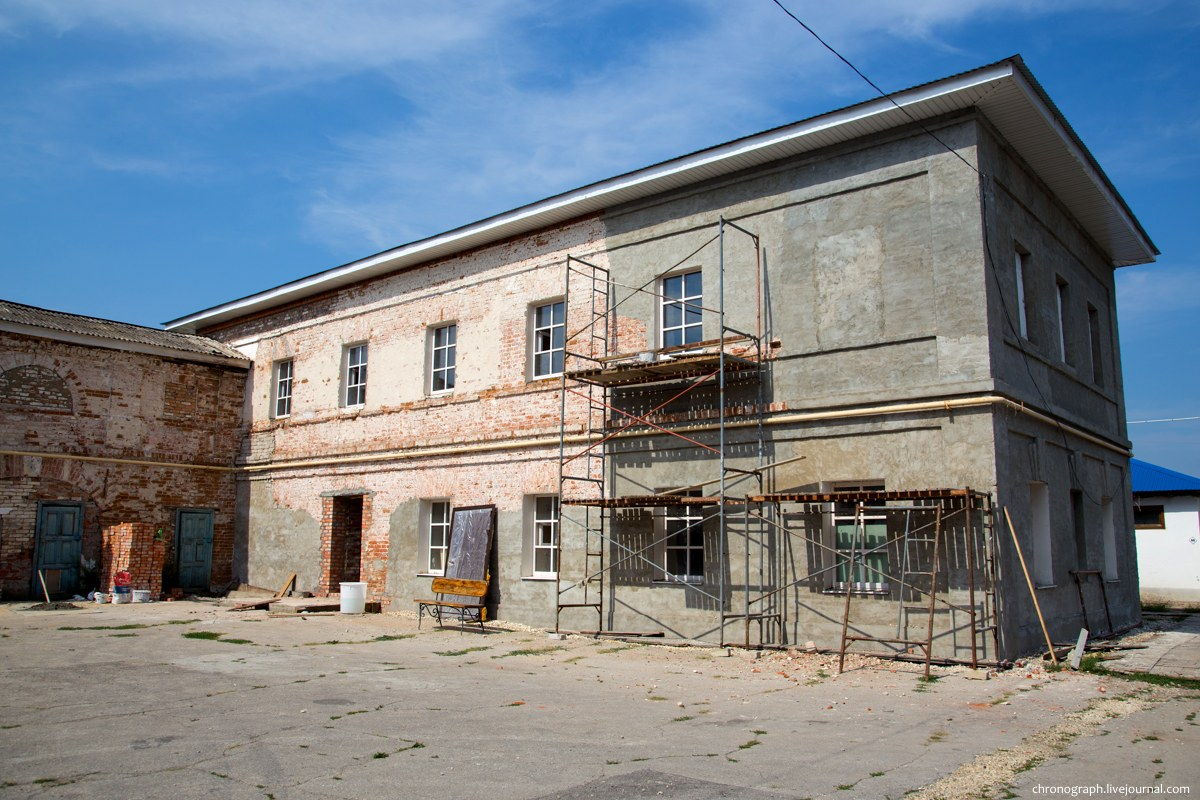
Реставрируемая трапезная

27 марта 1992 года вышло постановление администрации Самарской области о восстановлении Вознесенского мужского монастыря. В 1994 году бывшая монастырская территория была передана во владение Самарской епархии.
Монастырский архитектурный комплекс пострадал в меньшей степени, чем прочие монастыри региона. Из четырёх башен, расположенных на монастырской стене, сохранилась лишь одна. От самой стены, построенной ещё в 1850-х годах, сохранился лишь небольшой фрагмент. В целом монастырь нуждался в значительной реставрации. В ходе работ были найдены различные захоронения монастырского кладбища, уничтоженного в 1930-х годах. Были обнаружены и останки архиепископа Анатолия (по решению патриархии перевезённые в Ульяновск), архимандрита Германа, а также множество иных, которые монахи восстановленного монастыря перезахоранивают в общей могиле.
24 июня 1996 года епископ Самарский и Сызранский Сергий заново освятил Вознесенский храм, в котором начались богослужения. К началу XXI века в монастыре проживало 20 послушников во главе с иеромонахом Марком (Алексеевым), в 2002 году утверждённым в должности настоятеля, а в 2004 году возведённом в сан игумена. При монастыре в настоящее время действует православная библиотека, работают швейная и иконописная мастерские.
В 2007 году на источнике, где по преданию некогда была найдена Феодоровская икона Божией матери, было открыто монастырское подворье, на котором трудятся насельники монастыря. В 2009 году здесь был построен храм.
В сохранившемся Феодоровском храме и монастырской трапезной продолжаются реставрационные работы.

## Жизнь монастыря в XIX веке
Монастырь получал огромные доходы от мельницы и сдачи земли в аренду, число братии было довольно невелико, поэтому монахи широко использовали наёмный труд, оставив себе единственную обязанность — посещение богослужений.
В силу малограмотности большинства монахов они вместо религиозных трудов и размышлений предавались пьянству. Так, в списках братии за 1836 год, при настоятеле Иннокентии, при штате в 10 человек только про трёх монахов не упомянуто, что они имели взыскания, прочие же были штрафованы за пьянство и обман. Послушники в основном были исключёнными из училища, а один был и вовсе «по тупости понятий ничему не обучавшийся».
Квартальный надзиратель регулярно сообщал игумену:

«Сего числа полицейскими за р. Сызраном у питейного дома безобразно лежащий, почти неодушевлен ведомства вашего дьякон Никифоров взят и представлен ко мне, который через разные способы приведён в чувства, При сем к вам посылается».— 
Он же писал, что во время объезда нашёл «мёртво-пьяным и на спрос ничего не отвечающим, валяющимся у двери питейного дома иеродьякона Досифея, коего приказал взять в часть, но оный иеродьякон и по приводе на вопросы был бессловесен, а потому, вытрезвя, препровождаю к вам, о. игумен». За этим же иеродьяконом числились избиение священника, угрозы убийством, неоднократные покушения на самоубийство. И такие случаи были не единичны:

Иеромонах Иона до такой степени был пьян, что по приходе к игумену не мог стоять на ногах и упал… Священник Ягодинский в братской трапезе за ужином пьяный прибил дьякона за напоминание, чтобы он не утаивал братских денег. На другой день Ягодинский был отправлен в ход с иконой с предупреждением, тем не менее у него отобрали три рубля братских денег и привели в монастырь пьяным.— 
При этом, несмотря на существенные доходы, монахи пропивали не только их, но даже монашеское одеяние. Городничий, отобрав у владельца питейной лавки заложенные вещи, сдавал их монахам под роспись: «Колпак и два носовых платка получил иеродиакон Феодосий», «Получил два платка и колпак послушник Игнатьев», «Получил три платка да колпак иеродьякон Досифей», «Хотя были мною заложены перчатки, два платка, но из представленных продавцом вещей сих моих не оказалось».

## Имущество

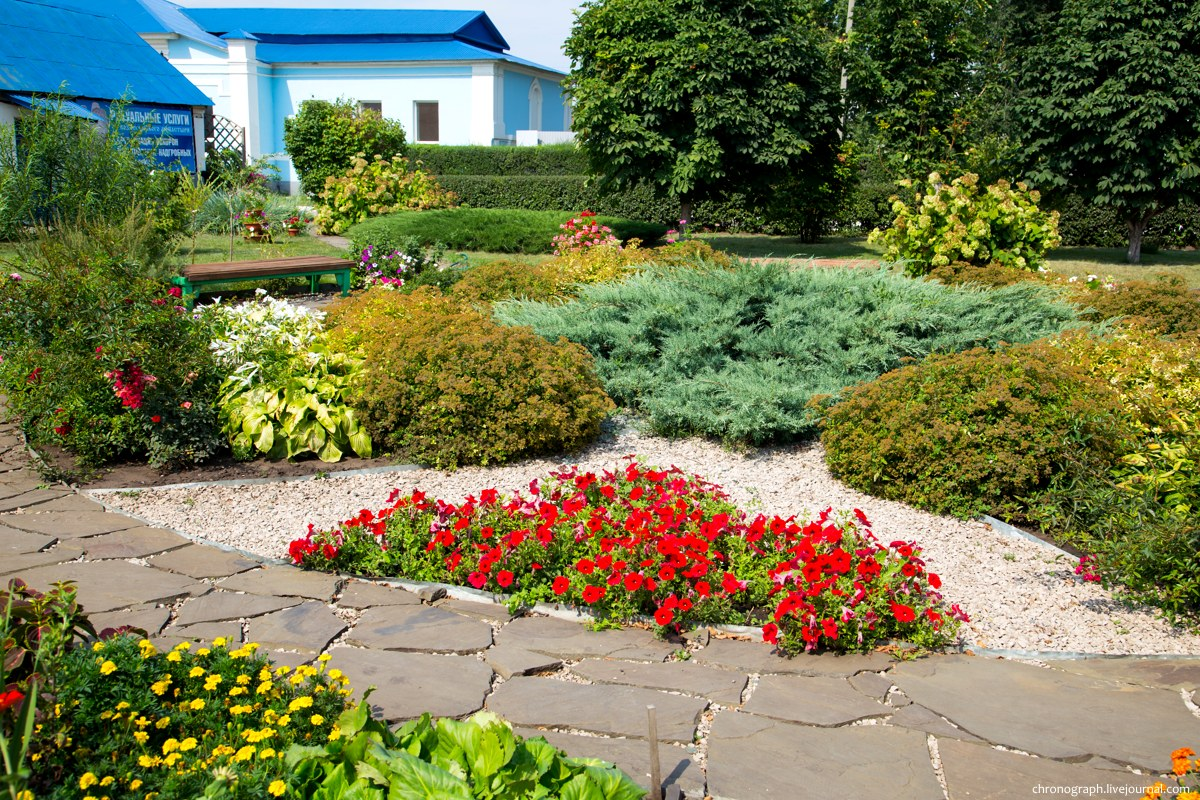
Сад при современном монастыре

На территории монастыря находились 6 жилых корпусов, а также хлебопекарня, квасоварня, хлебные амбары, скотный двор, надворные службы. Также имелись баня, богадельня для престарелой братии и лишённых сана священников. Кроме этого монастырь в начале XX века пустил часть своих капиталов на приобретение 12 каменных торговых лавок, сдававшихся в аренду горожанам.
Действовала библиотека, в которой было около 300 томов, половину из которых приобрёл наместник архимандрит Августин, выписывались религиозные журналы. При библиотеке был архив, в котором хранились монастырские документы начиная с 1776 года.
Вознесенский монастырь владел тремя водяными мельницами на реке Сызрани, две из них которых были просообдирными, а третья была крупнейшей в губернии водяной мукомольной мельницей на 27 поставов. Эти мельницы служили источником дохода монастыря, на них за плату мололи зерно сызранские купцы. Так, только в 1895 году было размолото хлеба и обработано проса на сумму в 29 тысяч рублей. Имелись у монастыря сады и огороды.
Средства к существованию монастырь получал из следующих источников:
- обработка монастырских земель;
- доходы от мельницы;
- доход от сдачи внаём принадлежащего монастырю недвижимого имущества в Сызрани;
- проценты на капитал, помещённый в ценные бумаги;
- денежный оклад, положенный монастырю третьего класса;
- плата за молебны, акафисты, просфоры, поминовения за здравие и упокой[44].

Доходы от ценных бумаг и кружечные поступления в 1900 году составили 8655 рублей, в 1903 — 10 329 рублей. Куда более весомы были доходы от использования монастырского имущества, в первую очередь мельниц, достигавшие 60 тысяч рублей в год. На 1 января 1906 года монастырь располагал капиталом в 99 877 рублей в процентных бумагах, к 1916 году капитал достигал уже 200 тысяч рублей.
Треть монастырских доходов перечислялась Симбирскому епископу. Так, епископ Никандр за время своего управления епархией с октября 1895 года по апрель 1904 года получил из доходов монастыря отчислений 100 823 рубля, то есть около 12 тысяч рублей в год. Одна шестая часть доходов отходила наместнику, оставшаяся половина делилась между братией: монах или послушник получали одну часть, иеродиакон — 1,5 части, иеромонах — 2 части, казначей — 2,5 части. Доля каждого монаха могла увеличиваться или уменьшаться по усмотрению игумена. Но братия была довольно малочисленна, так что каждому доставались довольно солидные суммы, например в 1905 году иеромонах получал около 600 рублей в год, при том, что отопление, освещение, проживание и еда были за монастырский счёт.

### Храмы

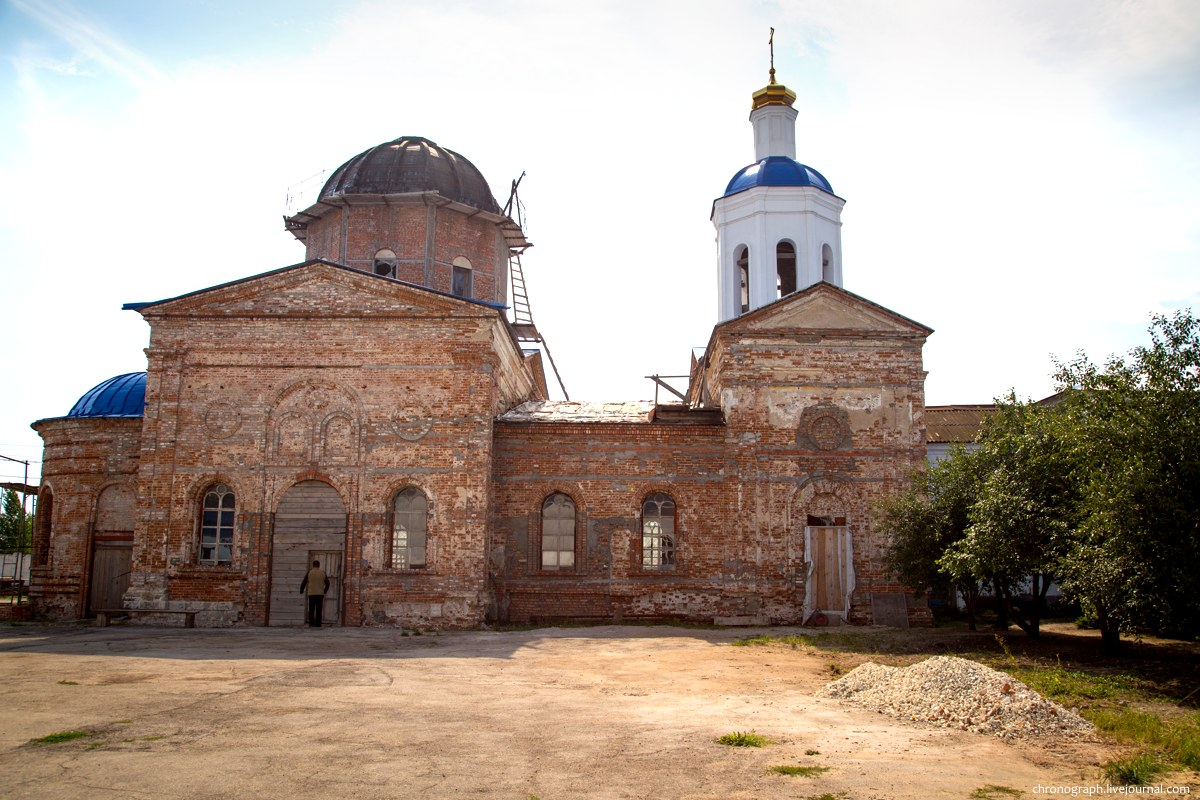
Церковь Феодоровской иконы Божьей Матери

Первый монастырский храм был построен в 1695 году. Это была холодная деревянная церковь во имя Вознесения Господня. В 1718 году упоминается о наличии у храма придела во имя Рождества Пресвятой Богородицы. При храме имелась деревянная колокольня с четырьмя небольшими медными колоколами. В 1738 году этот храм был упразднён, так как в монастыре был построен новый — каменный.

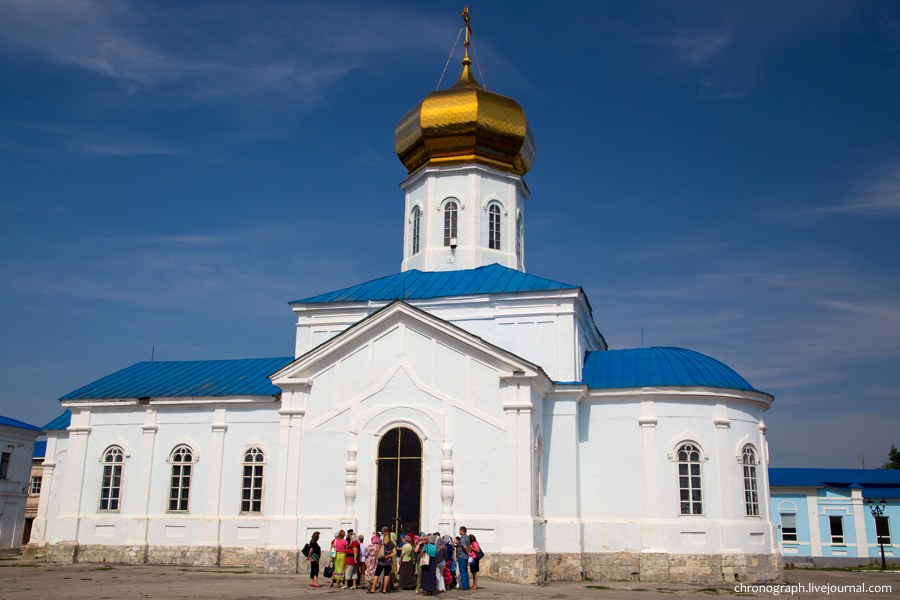
Вознесенский храм 1853 года постройки

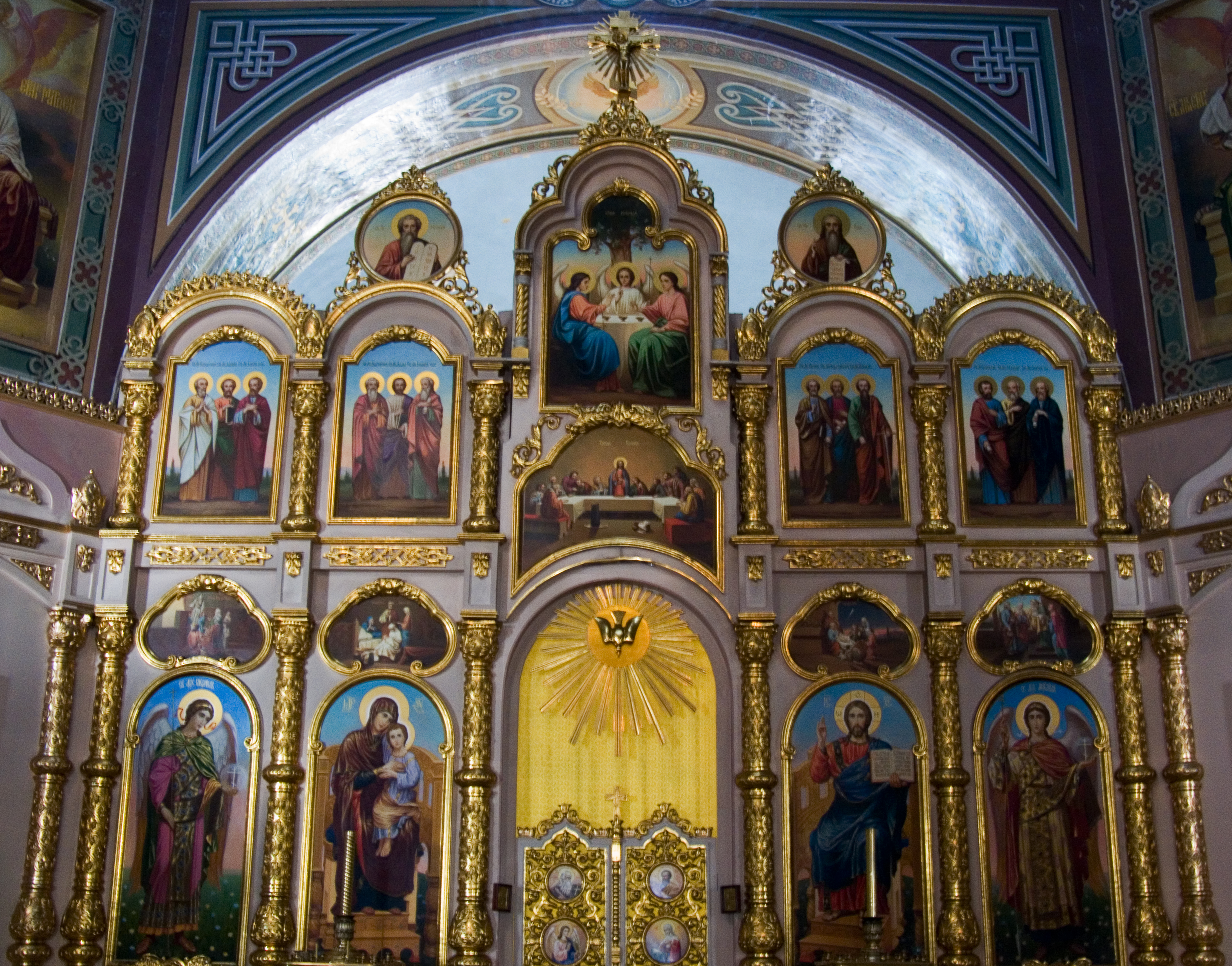
Роспись внутри Вознесенского монастыря

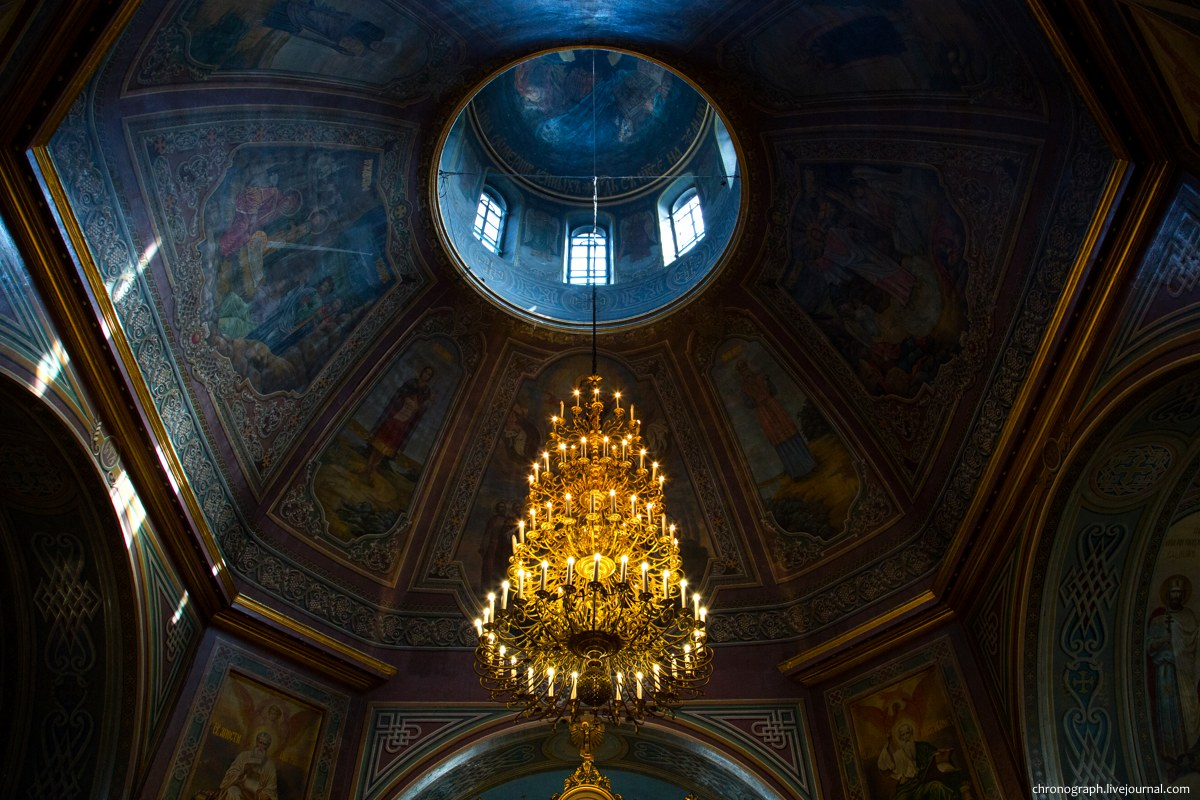
Роспись купола и люстра Вознесенского храма

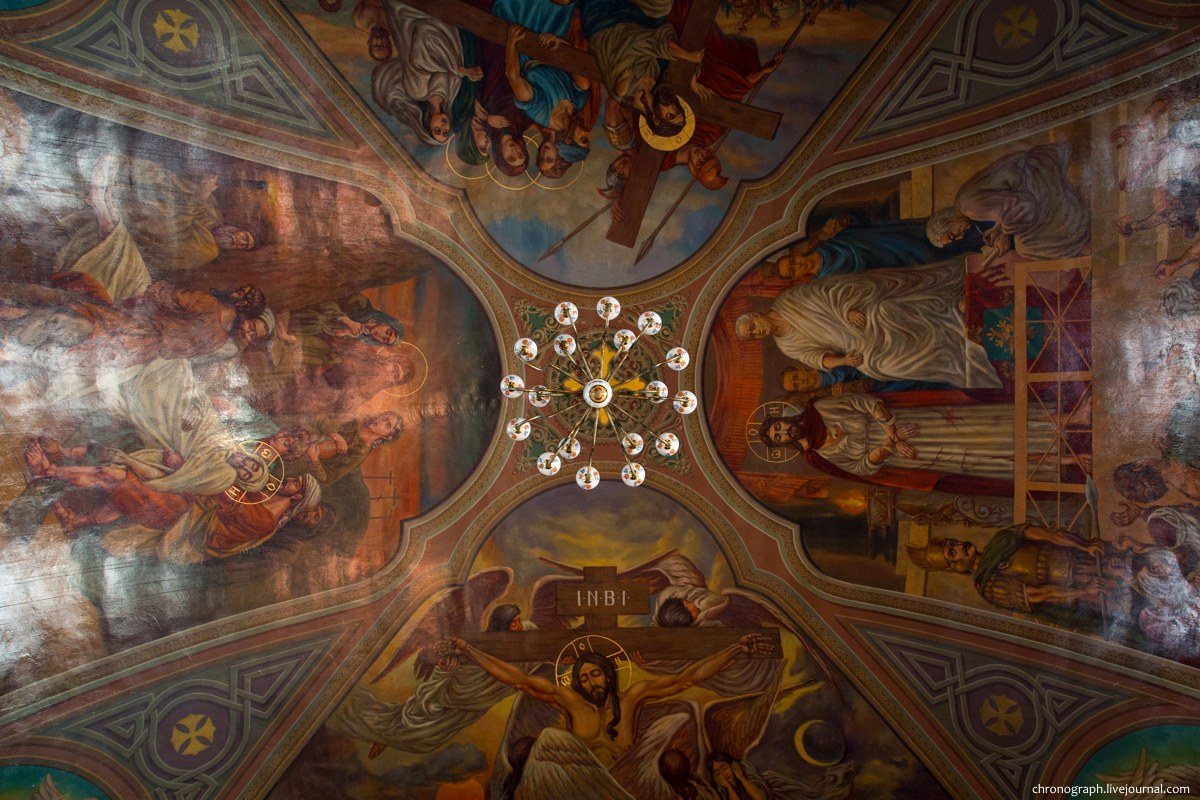
Роспись на потолке Вознесенского храма

Это был тёплый двухпрестольный храм во имя Вознесения Господня с приделом во имя Феодоровской иконы Божией Матери. Он был построен на средства дворянина Ивана Васильевича Борисова, который страдал тяжёлой болезнью глаз, но, согласно преданию, полностью излечился после молитв находившемуся в монастыре образу Феодоровской Божией Матери. Тогда И. В. Борисов дал обет выстроить вместо деревянного храма в обители каменный, что и исполнил, несмотря на продолжавший действовать запрет Петра I на сооружение каменных зданий за пределами Санкт-Петербурга. Позднее Борисов сам был пострижен в монахи. С алтарём и папертью размеры храма составляли 10,5 на 6 саженей. В 1796 году в храме был устроен четырёхъярусный иконостас столярной работы. В 1811 году в приделе, а в 1812 году в главном храме были проведены значительные ремонтные работы с расширением окон, заменой полов и заменой каменных сводов на накатные потолки. Оба раза престолы заново освящал архимандрит Покровского монастыря Евстафий. В 1825 году храм был расписан крепостным художником Никифором Андреевичем Резниковым (по другим данным, это произошло ещё в 1796 году). В 1839 году он был покрыт железом, иконостас частично позолочен. В 1849 году иконостас был заменён на новый, весь позолоченный, а роспись как снаружи, так и внутри, была замазана.
В 1790 году в правой части трапезы храма, в юго-западном углу, была похоронена Екатерина Дмитриева, сестра писателя и министра Ивана Дмитриева, в левой стороне в северо-восточном углу в 1844 году был похоронен первый симбирский епископ Анатолий, а в 1847 году в ногах у него — настоятель монастыря, архимандрит Герман.
В 1853 годах была освящена новая церковь, из-за чего престол храма сменил название, вместо Вознесенского став именоваться во имя Феодоровской иконы Божией Матери, а престол в приделе был переименован во имя Архангела Михаила. В настоящее время Феодоровская церковь считается старейшим зданием Сызрани.
В 1851—1853 годах был построен и освящён каменный холодный однопрестольный храм во имя Вознесения Господня. Автором проекта стал архитектор сызранской удельной конторы И. А. Бенземан. Храм размерами 16 на 10 сажен был пятиглавым, с восьмериковыми главами, покрытыми белой жестью. На главном куполе находился позолоченный крест, на малых — деревянные кресты, обитые железом. Потолок, стены внутри храма и алтаря были расписаны масляными красками. При храме была построена колокольня. В 1894 году в храме был устроен пятиярусный иконостас столярной работы из липового дерева, иконы для которого были написаны в Москве.
В 1854 году был построен холодный однопрестольный храм в честь иконы Божией Матери «Живоносный источник». Он размещался над святыми вратами монастыря. Но этот храм просуществовал недолго и в 1867 году был разобран, а на его месте началось строительство пятиярусной колокольни общей высотой 53 метра, в которой должен был разместиться храм. Однако в 1869 году недостроенная колокольня рухнула, в связи с этим храм был упразднён.
В 1859 году в монастыре была освящена каменная домовая однопрестольная церковь во имя святых апостолов Петра и Павла. Иконостас в храме был небольшой, столярной работы, украшенный резьбой, иконы в основном новой живописи были вставлены в рамы, позолоченные на полименте.
В 2009 году уже в воссозданном монастыре был построен храм в честь иконы Божией Матери «Живоносный источник». Он находится на монастырском подворье, рядом с источником, где некогда была явлена икона Феодоровской Божией Матери. Одной из прихожанок в храм была пожертвована старинная икона «Живоносный источник», до революции находившаяся в храме села Радищево.

### Святыни
В монастыре находилась особо почитаемая икона Феодоровской Божией Матери. Образ, считающийся чудотворным, почитали и старообрядцы, которых было довольно много в Сызрани. В настоящее время она находится в Казанском соборе Сызрани.
В современном монастыре также имеются свои святыни. Это икона великомученицы Варвары с частицей мощей; ковчежец с частицами мощей преподобных Антония Великого, Пахомия Великого, святителя Павла I Константинопольского; икона преподобного Серафима Саровского с частицей покрова с мощей.

### Феодоровская икона Божией Матери
Икона Божией Матери «Феодоровская», по преданию, была написана самим евангелистом Лукой. Названа так по её нахождению в храме Феодора Стратилата в Городце. После нашествия Батыя икона была повторно обретена, по настоящее время хранится в Костроме и почитается как чудотворная.
Примерно в начале XVIII века под Сызранью был обретён список с этой иконы. По легенде, это случилось в 1713 году на источнике около села Кашпир. Местные пастухи стали замечать некое сияние над источником, пропадавшее при приближении людей. В одну ночь сияние было ярче обычного и не погасло. Подойдя ближе, пастухи увидели образ Богородицы, стоявший на камне. На следующий день икону перенесли в приходской храм, откуда она ночью чудесным образом перенеслась на прежнее место. После отслуженного молебна крестным ходом икону принесли в Христорождественский собор Сызрани, но через несколько дней образ вновь вернулся на источник. Тогда сызранцы совершили крестный ход с иконой в Вознесенский мужской монастырь, откуда уже икона не исчезала. Тогда же были описаны первые чудеса, произошедшие от образа: умывшись водой из источника, где был обретён образ, исцелилась прокажённая, а на Волге внезапно утихла буря, грозившая погубить много лодок с людьми. Существуют и другие варианты истории об обретении иконы. Так, по некоторым сведениям, икона 17 лет находилась в Кашпире и лишь затем была перенесена в Сызрань.
Однако сызранский краевед Рыжков в своей антирелигиозной книге «Чудотворная икона Сызранского монастыря» раскритиковал церковную легенду. По его данным, в монастырском архиве было три различных дела с описанием обретения иконы: авторства архимандрита Евстафия (написанное в 1803 году), авторства монаха из мещан Василия Ревякина (написанное в 1860—1870-х годах) и анонимное (созданное около 1850 года). Евстафий источником сведений указывает некого солдата, который пересказывал слова своего уже умершего столетнего отца. Анонимная рукопись ссылается на монастырских монахов, которые в 1817 году ходили в Кашпир и расспрашивали там местных старожилов, а Ревякин вовсе не указывает источников информации. По Евстафию икона появилась до 1705 года, а по анонимному автору и вовсе «в половине XVI в.». Рыжков отмечает, что все монастырские источники сильно путают даты иных исторических событий, датировка которых известна из документов, что делает их ненадёжными, и что ещё в 1853 году на запрос властей об иконе монахи отвечали, что «ни о времени явления, ни о перенесении в Сызран иконы никаких письменных фактов не сохранилось».
По мнению Рыжкова, точная датировка легендарного события была проведена задним числом и была связана с приближавшимся юбилеем — трёхсотлетием царствования дома Романовых: чем ближе была дата празднования, тем ближе дата обретения образа сдвигалась к 1713 году. Рыжков также отмечал, что все сведения о подробностях обретения иконы, о её исчезновениях из храма и возвращении на источник впервые были записаны более чем сто лет спустя после предполагаемого события, при том, что монастырский архив сохранил копии документов ещё конца XVII века. По мнению краеведа, автором «чудесного явления» был некий «костромской иеромонах Иоанникий», осознававший выгоду для монастыря от наличия чудотворного образа. Потому и образ является копией с костромской иконы, и не пожелал он оставаться ни в Кашпире, ни в соборе, а только в монастыре, где и подвизался в то время Иоанникий. Критике подверглись и сведения о чудесах, происходивших от иконы. Отмечалось, что их описания никем не заверены и даже преимущественно не подписаны, большей частью представляя собой либо обычные события, не имеющие ничего чудесного в основе, либо исторически недостоверные, а некоторые описания прямо копируют чудеса, приписываемые оригинальному костромскому образу.
Так или иначе, на источнике, на месте явления иконы, был установлен памятный знак. Ежегодно 12 июня к источнику совершался крестный ход с иконой. Образ находился в Феодоровском храме монастыря до его закрытия. Она помещалась в резной вызолоченной раме на треугольном аналое, пожертвованном в 1889 году княгиней Екатериной Васильевной Урусовой. Монахи монастыря собрали сведения о пятнадцати происходящих от образа чудесных явлениях. Чудотворный образ стал весьма почитаем в народе. После закрытия храма икона была сохранена верующими и в 1944 году принесена во вновь открытый Сызранский Казанский собор, где находится по настоящее время. Ежегодно 8 июля и 27 марта в Казанском соборе проходят торжественные богослужения в честь чудесного явления Феодоровской иконы.

## Насельники
Первые годы после основания монастырский штат был весьма невелик. Так, даже в 1739 году в нём проживало 14 человек, в том числе игумен-настоятель, три иеромонаха, один иеродиакон, четыре монаха, два священника, один диакон, один пономарь и один отставной дворянин на пропитании.
Спустя столетие, в 1839 году, в монастыре числился 21 человек. В 1854 году по штату первоклассного монастыря в монастыре должны были быть: настоятель, наместник, казначей, 8 иеромонахов, 4 иеродиакона, 8 монахов служебных, 5 монахов больничных, 2 пономаря, просфорник и ключник, он же чашечник и хлебодар — всего 33 человека, однако штатного расписания монастырь почти не придерживался. Так, в 1863 году в монастыре было 93 человека: наместник-архимандрит, 7 священников, 4 иеродиакона, 2 диакона, 16 монахов, 2 послушника и 62 человека братии. А в 1870 году — настоятель, наместник, казначей, 6 иеромонахов, 1 священник, 1 иеродиакон, 1 дьякон, 1 монах, 1 рясофорный послушник и 5 послушников. Кроме того в богадельне проживали иеродиакон, два священника и два убогих сироты.

### Строители

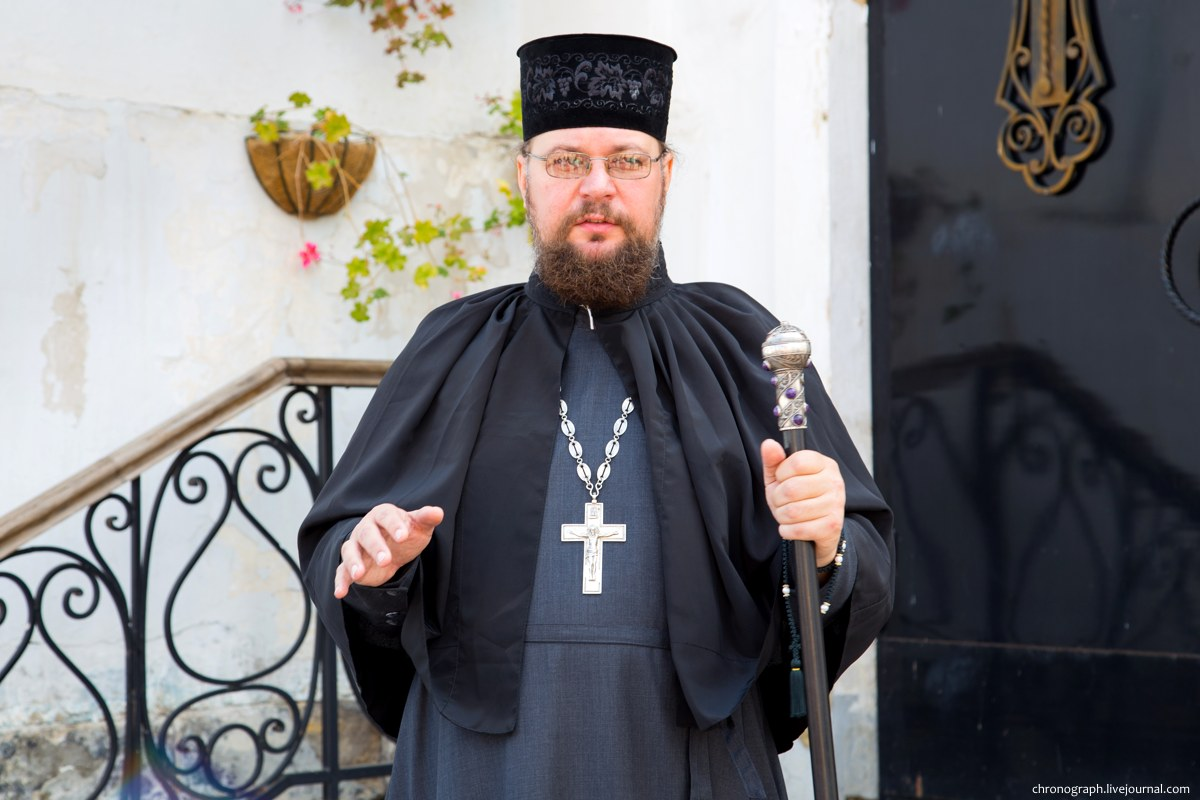
Настоятель монастыря игумен Марк

С 1685 по 1687 год первым настоятелем обители, до её переноса в Кашпир, был инициатор её создания старец Кирилл. По воспоминаниям поздних игуменов, Кирилл в молодости был иноком Костромского Ипатьевского монастыря, позднее царским человеком. Получил грамоты от царей и патриарха на владение монастырём земель, рыбных ловель и леса. По указу царей перенёс монастырь в Кашпир, где вытребовал земельные и прочие угодья на содержание братии. Другие подробности биографии не сохранились.
Настоятелем вновь построенного в Сызрани монастыря с 1691 по 1695 год был старец Филарет, которого сменил старец Корнилий I. Также в различных документах в 1699—1700 годах упоминался в качестве строителя старец Феодорит. Вообще про настоятелей XVIII — начала XIX веков сведений сохранилось мало.

### Игумены
Одним из первых игуменов стал Михаил (1704—1707; по другим данным, он оставался игуменом и в 1711 году, когда основал невдалеке от Сызрани Жадовскую пустынь). Позднее Михаил стал сторонником Варлаама Левина, объявленного еретиком, и был казнён в Санкт-Петербурге в 1722 году. Также известны игумены Геннадий (1708—1725), Корнилий II (1730—1731), Иерофей (1734), Афиноген (1740), Иннокентий I (1740—1741), Самуил (1742—1743).
В 1745 году строителем монастыря упоминается Иона (Сальникеев) (также в различных источниках фамилия встречается как Санников, Саникеев). Дворянин, принял постриг в Троице-Сергиевой лавре, в 1706—1708 годах был строителем Астраганского монастыря, позднее архимандритом Казанского Спасо-Преображенского монастыря, стал одним из первых девяти церковных иерархов, подписавших проект петровского Духовного Регламента, в 1725—1726 годах был членом-асессором Святейшего Синода, но позднее впал в немилость, был сослан в Сызранский монастырь, где и скончался.
За ним во главе монастыря стояли игумены Иосиф I (1747), Иларион (сентябрь 1748—1751, был переведён из игуменов Жадовской пустыни, а в дальнейшем переведён в игумены Казанского Фёдоровского монастыря); Макарий (1751—1756), Федот (1757—1765), Мисаил.

### Строители (с 1764 года)
По положению о заштатных монастырях 1764 года обителью управляли вновь строители.
Первым из известных стал иеромонах Иоанникий (1773—1778). Он был переведён из казначеев Симбирского Покровского монастыря, ранее был строителем Симбирской подгорной Соловецкой пустыни до её упразднения. В январе 1778 года по старости уволен в Симбирской Покровский монастырь в число братии. Его сменил казначей Казанской Седмиозёрной пустыни иеромонах Владимир (1778—1795). В 1795 году строителем стал священник Василий Васильев, а после его смерти казначей монастыря, иеромонах Иосаф, скончавшийся в 1798 году. С июля по сентябрь 1798 года монастырём руководил священник Козьма Гаврилов, которого сменил переведённый из Московского Симоновского монастыря иеромонах Сергий. Однако в январе 1799 года Сергий скончался, и пост занял казначей монастыря иеромонах Аарон.
Аарон в 1802 году был переведён в настоятели Саранского Петровского монастыря с возведением в сан архимандрита, а Вознесенский монастырь возглавил иеромонах из Раифской пустыни Евстафий. Несмотря на краткость его управления, он запомнился тем, что при нём было возбуждено дело о возвращении монастырю земли и мельницы, закончившееся благополучно десятилетие спустя. В 1803 году он в сане архимандрита возглавил Симбирский Покровский монастырь. В 1803—1811 годах монастырём правил иеромонах Георгий, ранее бывший казначеем Саранского Петровского монастыря, в августе 1811 года уволен на покой по старости лет.
В 1811—1819 годах настоятелем был Геннадий. Он происходил из вдовых дьяконов Карсуна, принял постриг в 1808 году. При нём была построена внутренняя каменная стена монастыря. По слабости здоровья был уволен на покой с перемещением в число братии Симбирского Покровского монастыря, однако позднее стал строителем Казанской Мироносицкой пустыни в 1824 году, откуда в 1829 году вторично был переведён в число братии в Сызранский монастырь, где он и скончался в 1835 году.
В 1819—1826 годах монастырём управлял иеромонах Серапион (в миру Сергий Ляпидевский). Ранее был протоиереем Богородицкого собора Казани, потом служил в Ардатове. Был пожалован наперсным крестом. До перевода в Сызрань управлял Казанским Кизическим монастырём и в апреле 1826 года по результатам рассмотрения дела в епархиальной администрации был переведён в число братии того же монастыря.
С 1826 года монастырём руководил настоятель (с декабря 1832 года игумен) Иннокентий II, имевший лишь домашнее образование. Происходил из духовного звания, был послушником Симбирского Покровского монастыря, в 1806 году исполнял обязанности его настоятеля, затем был казначеем Зилантова монастыря, в 1809 году стал строителем Чебоксарской Спасо-Геронтиевой пустыни, откуда и был переведён в Сызрань, как «способный к поправлению тогдашних трудных его обстоятельств». По утверждению коллежского советника, выпускника Московской духовной академии, преподавателя Симбирской духовной семинарии Александра Яхонтова, Иннокентий действительно принёс большую пользу монастырю, выведя его из затруднений и умножив доходы, на которые планировал перестроить монастырский храм в более обширном и величественном виде. Яхонтов так описывает Иннокентия: «он был прост, добр, к бедственным благотворителен и гостеприимен». Однако историк-краевед Рыжков с опорой на монастырский архив утверждает, что Иннокентий занял свой пост только что за управленческий талант, а отнюдь не за нравственные качества. И хотя через несколько лет Иннокентий стал благочинным всех монастырей епархии, но попал под следствие. Рыжков приводит такой отзыв о нём: «Состоит под судом за злоупотребление монастырскими мельничными суммами, за беспорядочное составление об оных отчетов и недачу по предмету сему за чрезвычайный упадок мельничных доходов; нетрезв, дерзок, подозреваем в невоздержании, должностью вовсе не занимался», и приводит показания свидетелей, в которых описаны случаи его пьянства, невоздержанности, рукоприкладства и иного поведения, с монашеской жизнью никак не согласующегося. В 1836 году Иннокентий действительно был уволен с поста настоятеля, скончался в монастыре в июне 1838 года.
Последним настоятелем монастыря стал архимандрит Герман (1836—1847, в миру Иоанн Похвалинский). Ранее был священником в Симбирске, переведён в Сызрань из настоятелей Алатырского Троицкого монастыря. Был миссионером по Симбирской епархии. За свои труды архимандрит Герман был награждён орденами святой Анны второй и третьей степени. Скончался 19 сентября 1847 года.

### Наместники
С 1848 года монастырь возглавляли наместники. Первым стал архимандрит (с 1851 года) Августин (в миру Александр Евстафьевич Шеленговский), внёсший самый большой вклад в развитие обители. Родился в Галиции в 1798 году, 8 лет провёл на военной службе, дослужившись до каптенармуса, уволился со службы по собственному желанию. В монашество был пострижен 3 (15) октября 1829 года в Пинском Богоявленском монастыре. В 1832 году переведён в созданную Симбирскую епархию в число иеромонахов архиерейского дома. В Сызрань был переведён с должности управляющего Казанско-Богородицкой Жадовской пустыни. С 20 апреля (2 мая) 1848 года также член Сызранского духовного правления. При Августине монастырь был возведён в степень первоклассного, было создано большинство построек, в том числе Вознесенский храм. 24 февраля (8 марта) 1859 года архимандрит Августин был назначен благочинным Сызранского Сретенского женского монастыря, приложив немало трудов по его строительству и обустройству. За свои труды и примерную жизнь неоднократно был награждён: в 1849 году был удостоен наперсного креста, в 1856 году — ордена святой Анны второй степени, а в 1862 году — ордена святой Анны второй степени, украшенного императорской короной. Скончался в 1864 году в возрасте 66 лет.
Иеромонах Варсофоний управлял монастырём с 1864 по 1871 год. Происходил из духовного звания, в монашество был пострижен в 1853 году в Симбирском архиерейском доме. В 1858 году стал казначеем Вознесенского монастыря, а в 1864 году — наместником. Скончался 1 апреля 1871 года в возрасте 49 лет. Его сменил иеромонах Иона. Также из духовного звания, в монастырской братии с 1856 года, в 1867 году стал казначеем. При нём был перестроен и покрыт железом большой мельничный мукомольный амбар. Скончался в возрасте 70 лет в 1872 году, управляя обителью около 10 месяцев. Следующий наместник управлял монастырём ещё меньший срок. Иеромонах Варлаам, из духовного звания, был пострижен в монахи в 1849 году в Симбирском архиерейском доме, где с 1853 по 1857 год был экономом, в 1872 году с должности управляющего Казанско-Богородицкой Жадовской пустынью был переведён в наместники Сызранского Вознесенского монастыря. Скончался в возрасте 57 лет в 1873 году, пробыв в должности около полугода.
В 1873—1874 годах во главе обители стоял иеромонах Иаков, окончивший Симбирскую духовную семинарию. Послушание он проходил в Симбирском Покровском монастыре, был дьяком в Сызранской Преображенской церкви, с 1861 года иеромонах Вознесенского монастыря. В 1872 году стал казначеем. В 1875 монастырь возглавил иеромонах Стефан. Окончил Казанскую духовную семинарию, в 1835 году был рукоположен в диаконы, в 1853 — в священника, в 1875 году пострижен в иеромонахи. Был наместником 10 лет, до 1885 года.
В 1885 году наместником монастыря был назначен иеромонах Антоний (в миру Иван Васильевич Никольский). Ранее, в 1862 году он окончил Симбирскую духовную семинарию, стал священником, в 1875 году стал экономом при Симбирской духовной семинарии, 23 июня (5 июля) 1885 года принял монашеский постриг. Спустя два года, в 1887 году был награждён наперсным крестом. В 1891 году ему был пожалован сан игумена, а в 1895 году — архимандрита. С 1892 года был также благочинным Сызранского Сретенского монастыря и Костычевской Смоленской общины. В 1897 году в Сызрани отмечалось 35-летие служения Антония в священническом сане. От лица городского духовенства и по резолюции епископа Никандра ему был поднесён юбилейный адрес и большой наперсный крест.
Последним наместником монастыря был игумен (с 1916 года архимандрит) Александр (в миру Вахатов Сергей Флегонтович), подписавший акт о роспуске монастыря. В феврале 1938 года архимандрит Александр был расстрелян.

### Братия
В Сызранском монастыре провёл последние два года жизни и был в нём похоронен первый управляющий Симбирской епархии архиепископ Симбирский и Сызранский Анатолий.

## Комментарии
1. ↑  По данным межевания 1797 года[13].